# Dmitri Olegowitsch Jakubowski

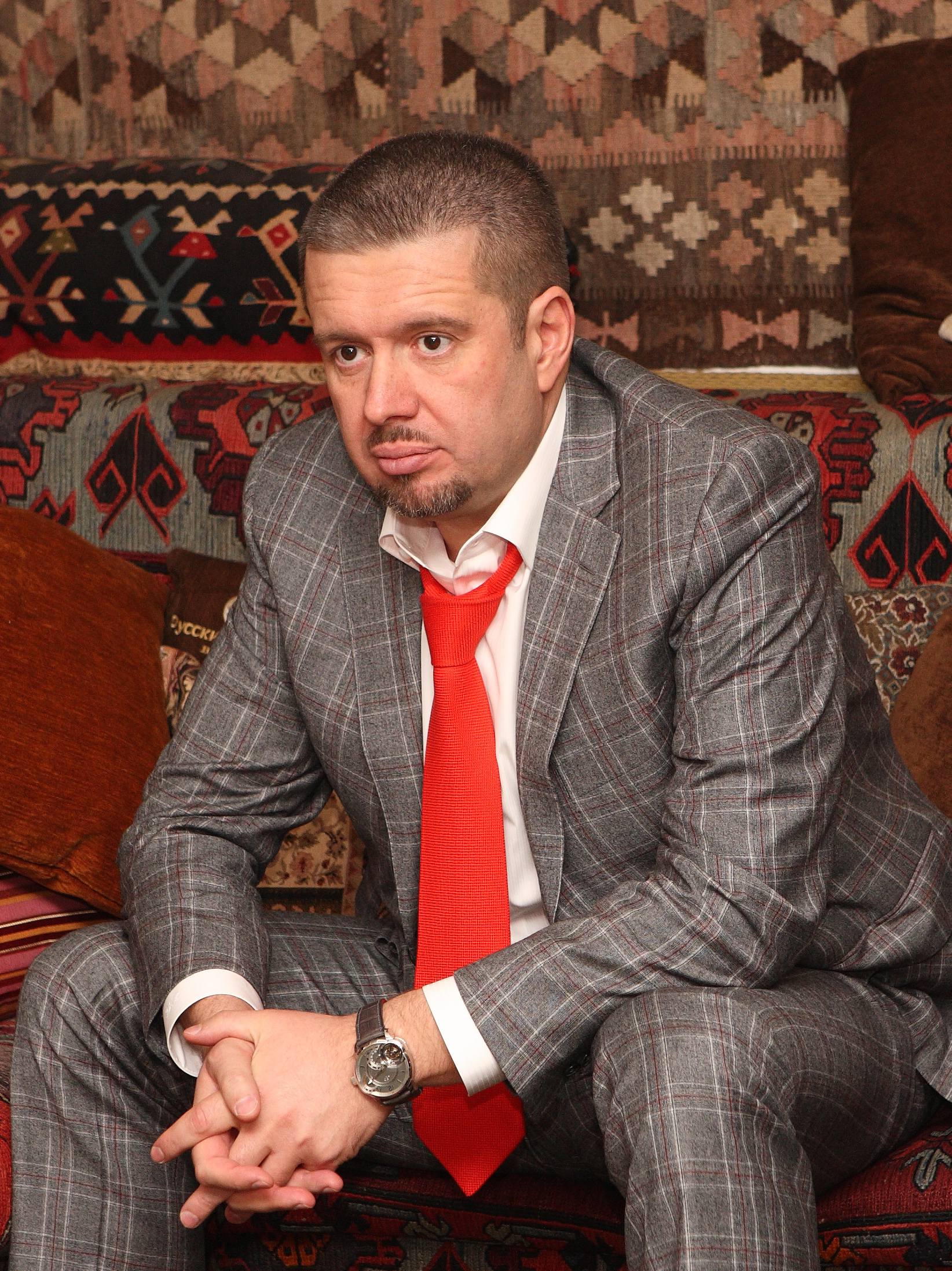
Dmitri Olegowitsch Jakubowski

Dmitri Olegowitsch Jakubowski (russisch Дмитрий Олегович Якубовский; * 5. September 1963 in Bolschewo, Oblast Moskau, UdSSR) ist ein russischer Jurist.

## Biographie

### Familie
Dmitri Olegowitsch Jakubowski wurde in Bolschewo in der Oblast Moskau geboren. Sein Vater war Berufssoldat und diente bei den strategischen Raketentruppen als Oberstleutnant und Ingenieur. Im Alter von 42 Jahren verstarb er infolge eines Arztfehlers. Er wurde im Dreifaltigkeitskloster von Sergijew Possad beerdigt.
Seine Mutter und der jüngste Bruder leben seit 1991 in Kanada und sind mittlerweile kanadische Staatsbürger. Jakubowskis mittlerer Bruder Stav Jacobi ist Schweizer Staatsbürger, Präsident und Besitzer des Volleyballclubs VBC Voléro Zürich und lebt im Kanton Zürich.
Dmitri Jakubowski ist verheiratet und hat vier Kinder. Heute lebt Dmitri Jakubowski in Russland und in der Schweiz (Engelberg).

### Laufbahn
Nachdem Dmitri Jakubowski die Mittelschule beendet hatte, trat er in die höhere Militärschule der strategischen Raketentruppen ein. Nach einem Jahr wurde er, da er als Sohn einer jüdischen Mutter keine Zulassung zum Studium erhielt, als Soldat in die Sowjetarmee einberufen. Nach Beendigung seiner Dienstzeit besetzte Dmitri Jakubowski diverse Stellen in der Sowjetunion. Unter anderem in der Staatsanwaltschaft, in der Gossnab (Staatliches Komitee für materiell-technische Versorgung, russisch Госснаб СССР), in der Staatsanwaltschaft der Stadt Moskau und als Sekretär der Leitung des Anwaltspräsidiums der Sowjetunion.
Im Jahre 1990 wurde Jakubowski zum Leiter der Arbeitsgruppe des Verteidigungsministeriums der Westgruppe der sowjetischen Streitkräfte (Deutschland) ernannt. Er wurde jedoch kurze Zeit später von diesem Amt suspendiert, nachdem Beschwerden von der deutschen Seite aufkamen, er habe sich zu stark bei der Registration von Besitzansprüchen von verlassenen Vermögen zugunsten der UdSSR eingesetzt. Danach wurde Jakubowski Vertreter von Agrochim (Agrochemie-Unternehmen vormals des Ministeriums für Landwirtschaft) bei dessen Tochtergesellschaft Fersam Ltd. in Binningen bei Basel. Nach dem Augustputsch in Russland 1991 zog er nach Kanada um bereits im März 1992 nach Russland zurückzukehren.
Mit 28 Jahren war er Berater der Regierung der Russischen Föderation, Berater der Generalstaatsanwaltschaft in staatsrechtlichen Fragen, Berater der Kriminaldienstabteilung des Innenministeriums und stellvertretender Leiter der Hauptverwaltung der Radioraswedka, der föderalen Agentur der Regierungsverbindungen und Informationen des KGB.
Dmitri Jakubowski war als Hauptvertreter der Rechtsorgane der speziellen Informationsdienste vorgesehen, jedoch wurde er als Folge eines Konflikts mit dem Leiter des Sicherheitsdienstes des Präsidenten Alexander Korschakow und dem zukünftigen Direktor der FSB, Michail Barsukow von all seinen Aufgaben befreit und aus dem Land ausgewiesen. Während des zweiten Putschs 1993 nahm er aktiv an der Seite des Russischen Präsidenten teil. Im Dezember 1994 wurde er verhaftet und beschuldigt, in den Diebstahl von Büchern aus der Russischen Nationalbibliothek in Sankt Petersburg verwickelt zu sein.
Noch während seines Gefängnisaufenthalts (Kresty-Gefängnis in Sankt Petersburg) wurde er nochmals zu 4 Jahren Haft wegen „Körperverletzung eines Sportmeisterkandidaten“ verurteilt. Diese Strafe verbrachte Jakubowski in Nischni Tagil in der Oblast Swerdlowsk, in einer speziellen Zone für Ex-Mitarbeiter der Justiz- und Dienstorgane. Er wurde im Dezember 1998 freigelassen und im Jahre 2001 rehabilitiert.
Jakubowski arbeitete im Anschluss an seine Haft als Anwalt und verteidigte unter anderen die Ehefrau des Ex-Bürgermeisters von Sankt Petersburg und weitere bedeutenden Geschäftsmänner. Jakubowski vertrat außerdem die Interessen von einer Reihe von Aktionären in ihrem Kampf gegen die Alpha Bank.
Er moderierte die Sendung „Verhaftung und Freiheit“ bei REN TV.
2007 begann er eine Partnerschaft mit der öffentlichen Tochterstruktur AFK (Systema) von Wladimir Jewtuschenko. Seit 2009 ist er Partner der VTB Bank, ehemals Ost-West Handelsbank und Vorsitzender des Verwaltungsrates der VTB Immobilien.

### Akademische Aufgaben
Dmitri Jakubowski unterrichtete in der Moskauer Hochschule für Internationales Recht und Wirtschaft und arbeitete am Lehrstuhl für Advokatur und Menschenrechte. Er ist Präsidiumsleiter des ersten Moskauer Anwaltskollegiums.